# Roser Suñé Pascuet
Roser Suñé i Pascuet, née le 26 août 1960 à Andorre-la-Vieille, est une femme politique andorrane. Membre du parti Démocrates pour Andorre (DA), elle est syndic général du Conseil général du 2 mai 2019 au 26 avril 2023.

## Biographie
Elle étudie l'enseignement et la philologie à l'université de Barcelone, où elle obtient son diplôme en 1983. 
Elle est ambassadrice en Suède entre 1999 et 2005, en Norvège et en Islande de 2000 à 2005. Le 13 mai 2011, elle est nommée ministre de l'Éducation et de la Jeunesse dans le gouvernement dirigé par Antoni Martí. Elle demeure en poste jusqu'au 7 avril 2015. 
Elle devient députée au Conseil général lors des élections législatives du 7 avril 2019, puis en est élue syndic général le 2 mai suivant, la première femme à occuper ce poste. Elle quitte ses fonctions à l'issue des élections législatives de 2023.